# Silurichthys schneideri
Silurichthys schneideri es una especie de peces de la familia Siluridae en el orden de los Siluriformes.

## Morfología
• Los machos pueden llegar alcanzar los 16 cm de longitud total.

## Hábitat
Es un pez de agua dulce. y de clima tropical.

## Distribución geográfica
Se encuentran en Asia: norte de Sumatra (Indonesia) norte de la Malasia peninsular, sur y este de Tailandia y sur de Camboya.